# لوک ماکیل
لوک ماکیل (انگلیسی: Luke Magill؛ زادهٔ ۱۰ سپتامبر ۱۹۸۷) بازیکن فوتبال اهل بریتانیا است.
از باشگاه‌هایی که در آن بازی کرده‌است می‌توان به باشگاه فوتبال بولتون واندررز اشاره کرد.